# Iveta Radičová
Iveta Radičová, née Karafiátová le 7 décembre 1956 à Bratislava, est une femme d'État slovaque, ancienne membre de l'Union démocrate et chrétienne slovaque - Parti démocrate (SDKÚ-DS), dont elle a été vice-présidente.
Nommée ministre du Travail en octobre 2005 dans la coalition gouvernementale de centre droit dirigée par Mikuláš Dzurinda, elle doit cependant démissionner neuf mois plus tard, à la suite de l'arrivée au pouvoir du parti Direction - Social-démocratie (Smer-SD). Élue députée au Conseil national de la République slovaque, elle adhère dans le même temps à la SDKÚ-DS.
En 2009, elle se présente à l'élection présidentielle mais perd au second tour face au président sortant, Ivan Gašparovič, puis renonce à son mandat parlementaire pour n'avoir pas respecté le règlement intérieur de l'assemblée.
Iveta Radičová est choisie au début de l'année 2010 pour conduire son parti aux élections législatives, remportées par le centre droit avec une assez courte majorité, et devient environ un mois plus tard présidente du gouvernement, prenant la tête d'une alliance de quatre partis libéraux, conservateurs et sociaux-libéraux.
Son gouvernement chute, en octobre 2011, après avoir perdu un vote de confiance concernant le plan de sauvetage de la Grèce, et elle annonce peu après son retrait de la vie politique à l'issue des élections anticipées.

## Biographie

### Formation
Elle intègre en 1975 la faculté de philosophie de l'université Comenius de Bratislava, où elle effectue des études supérieures de sociologie. Elle décroche un premier doctorat dans ce domaine en 1981 auprès de son université, puis un second cinq ans plus tard à l'Académie slovaque des sciences. En outre, elle accomplit, au cours de l'année 1990, des études post-doctorales à l'université d'Oxford.

### Carrière
Coordinatrice de l'équipe de recherche sur la politique familiale de l'Institut de sociologie de l'Académie des sciences de 1979 à 1989, elle travaille ensuite comme professeur au département de sociologie de l'université Comenius de Bratislava pendant trois ans à partir de 1990.
En 1992, elle est nommée directrice générale de la fondation SPACE - Centre pour l'analyse de la politique sociale, à Bratislava et occupe ce poste jusqu'en 2005. Elle devient directrice adjointe de l'Académie Istropolitana en 1993 pour quatre ans, avant de retrouver en 1997 un emploi de professeur de sciences politiques et de lectrice de sociologie au sein de son ancienne université, qu'elle conserve huit ans.
Elle est choisie en 2005 pour occuper la direction de l'Institut de sociologie, enseigner cette matière à l'université Comenius et en superviser le département de l'université Constantin le philosophe, à Nitra, jusqu'en 2007. Elle obtient cette année-là un poste de professeur au département du travail et des sciences sociales de l'université Comenius de Bratislava.

### Vie personnelle
Elle a été mariée au comédien Stano Radič, décédé en 2005. Elle parle anglais et russe, et a des notions d'allemand et de polonais.

## Carrière politique

### Les débuts
Iveta Radičová a fait partie, de 1990 à 1992, de Public contre la violence (VPN), un mouvement politique slovaque opposé au régime communiste de la Tchécoslovaquie, et pendant du Forum civique de la République tchèque. Elle quitte VPN en 1992, au moment de sa disparition.
Par la suite, elle reste éloignée de la scène politique jusqu'au 17 octobre 2005, lorsque le président du gouvernement Mikuláš Dzurinda la choisit comme ministre du Travail, des Affaires sociales et de la Famille dans son second cabinet, de centre droit.
Elle est élue députée au Conseil national de la République slovaque au cours des législatives anticipées du 17 juin 2006, et démissionne le 4 juillet du gouvernement, la coalition gouvernementale au pouvoir ayant été défaite. Elle rejoint alors l'Union démocrate et chrétienne slovaque - Parti démocrate (SDKÚ-DS) et devient vice-présidente de la commission parlementaire des Affaires sociales, puis du parti quelques mois plus tard. Elle renonce à son mandat parlementaire le 23 avril 2009, après avoir voté à la place d'une députée de son parti qui n'avait pu arriver à temps pour la session parlementaire, en contradiction avec les dispositions du règlement intérieur de l'assemblée.

### Élection présidentielle de 2009

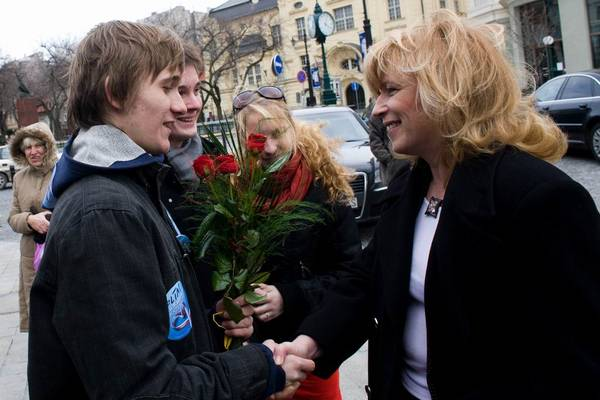
Iveta Radičová le 18 mars 2009, au cours de sa campagne présidentielle.

Candidate de la SDKÚ-DS, du Mouvement chrétien-démocrate (KDH) et du Parti de la coalition hongroise (SMK-MKP) lors de l'élection présidentielle des 21 mars et 4 avril 2009, elle mène une campagne sur le thème du « changement » et accuse le président sortant, Ivan Gašparovič, d'être au service du gouvernement de Robert Fico.
Elle est dans le même temps attaquée par l'Église catholique romaine, qui lui reproche sa position favorable à l'avortement. Au soir du premier tour, elle se classe deuxième avec 38,05 % des voix, soit un score plus élevé qu'attendu, devenant la première femme à accéder au second tour de la présidentielle en Slovaquie, tandis que le chef de l'État reçoit 46,7 % des suffrages. Au cours de la campagne de l'entre deux tours, elle est accusée par Ivan Gašparovič et les nationalistes de soutenir l'autonomie de la minorité magyare de Slovaquie, du fait du soutien du SMK-MKP à sa candidature. Le 4 avril, elle est nettement battue par le président sortant en obtenant 44,46 % des suffrages.

### Élections législatives de 2010
Au début de l'année 2010, elle est choisie, au cours d'élections primaires, comme tête de liste de son parti pour les élections législatives du 12 juin au détriment de l'ancien ministre des Finances, Ivan Mikloš et à la suite du retrait de Mikuláš Dzurinda, qui reste cependant chef du parti. Sa campagne est centrée sur la récession économique, la hausse du chômage et des déficits publics, induites par la crise économique internationale, ainsi que la dénonciation des politiques sociales de Robert Fico, qu'elle juge responsable de la dégradation des finances publiques. Au soir du scrutin, son parti se classe deuxième avec 15 % des voix et 28 députés sur 150 au Conseil national de la République slovaque, trois de moins qu'en 2006. Le centre droit dans son ensemble récolte toutefois 44 % des suffrages et 79 députés.
Ivan Gašparovič, après avoir d'abord fait appel à Robert Fico, arrivé en tête du scrutin avec 62 sièges, confie le 23 juin à Iveta Radičová la mission de former le nouveau gouvernement, en lui accordant jusqu'au 8 juillet 2010 pour réussir. Elle annonce quelques heures plus tard avoir trouvé un accord avec Liberté et solidarité (SaS), le Mouvement chrétien-démocrate (KDH) et Most–Híd, mais que les discussions sur la composition du cabinet sont toujours en cours.

### Présidente du gouvernement

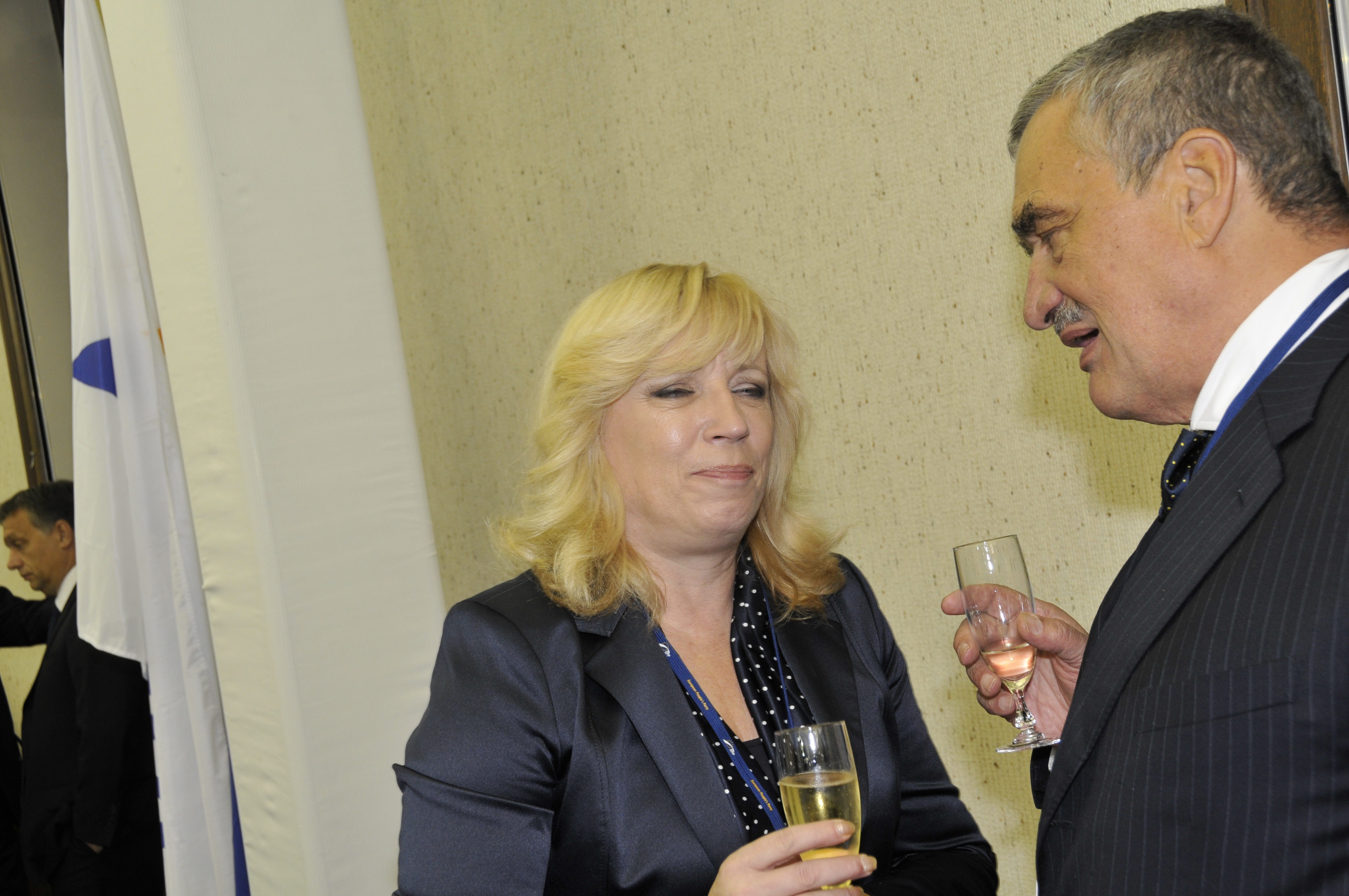
Iveta Radičová et Karl zu Schwarzenberg, chef de la diplomatie tchèque, en 2010.

Elle est officiellement nommée présidente du gouvernement de la République slovaque par le président Ivan Gašparovič le 8 juillet suivant. Première femme à occuper ce poste, elle annonce le lendemain la composition de son gouvernement, où siègent l'ancien commissaire européen Ján Figeľ, vice-président du gouvernement et ministre des Transports, et Mikuláš Dzurinda au poste de ministre des Affaires étrangères. Son programme prévoit une politique de rigueur budgétaire destinée à relancer la croissance économique et réduire les déficits publics, qui dépassent la limite des 3 % du produit intérieur brut autorisés pour les pays de la zone euro.
Moins de dix jours plus tard, elle tient une conférence de presse commune avec le Premier ministre hongrois, Viktor Orbán, à la suite d'une réunion du groupe de Visegrad, et annonce alors la normalisation des relations diplomatiques entre les deux pays, très tendues depuis quelques semaines.
Son gouvernement obtient le 11 août suivant la confiance du Conseil national de la République slovaque par 79 voix contre 71, soit la totalité des voix de sa coalition gouvernementale, au terme d'une semaine de débats plutôt houleux. Son programme prévoit notamment de lutter contre la corruption, de réformer le système éducatif, le système judiciaire, de renforcer l'indépendance du ministère de l'Environnement, désormais fusionné avec celui de l'Agriculture, d'assurer un retour à l'équilibre de la Sécurité sociale et de consolider les finances publiques. Depuis sa prise de fonction, le gouvernement a amendé la loi sur la double nationalité, supprimé la loi interdisant l'usage du hongrois dans les écoles[réf. nécessaire] et entrepris de mettre fin à la ségrégation des Roms dans le système éducatif.
Au mois d'avril 2011, elle s'oppose à son ministre des Finances, Ivan Mikloš, au sujet de la polémique concernant le choix coûteux du futur siège de l'administration fiscale à Košice,, un immeuble détenu par la société du président de la SDKÚ-DS dans le district. Elle obtient finalement gain de cause avec la démission, le 20 avril, de Miroslav Mikulčík, directeur de l'administration, qu'elle avait exigée.

### Démission en 2011

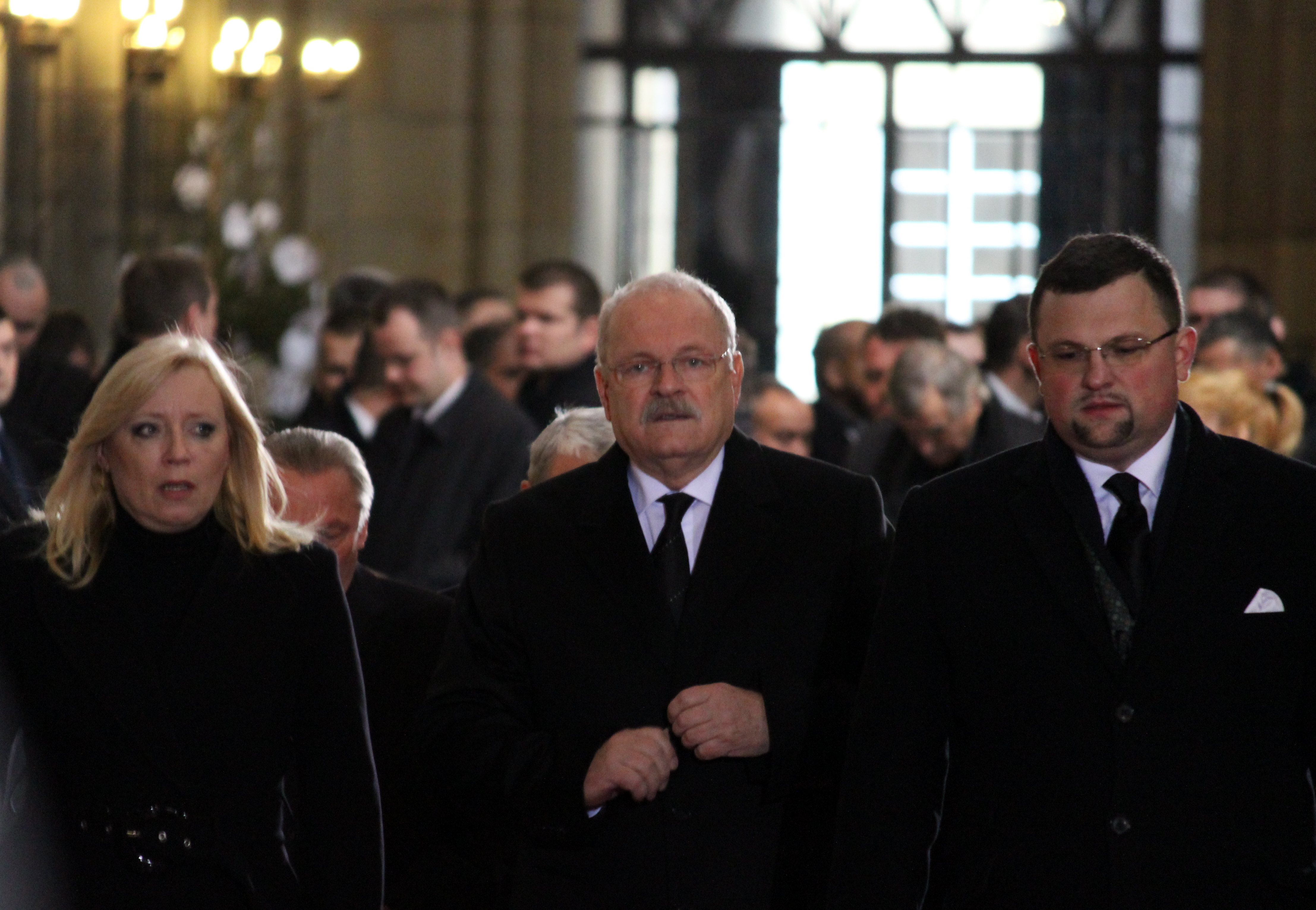
Iveta Radičová et le président slovaque Ivan Gašparovič aux funérailles de Václav Havel, le 23 décembre 2011.

À la suite de la décision du parti SaS de ne pas approuver le renforcement du Fonds européen de stabilité financière (FESF) sans d'importantes contreparties, lors d'un vote le 11 octobre 2011, du Conseil national, elle annonce que ce scrutin sera lié à un vote de confiance, et menace donc de démissionner en cas de rejet. De son côté, Direction - Social-démocratie (SMER-SD), favorable au renforcement du FESF, a annoncé qu'il ne soutiendrait pas le plan de l'exécutif sans remaniement ministériel préalable.
Ayant échoué à obtenir un vote favorable, elle remet sa démission le soir même, mais parvient le lendemain à un accord avec le Smer-SD prévoyant l'approbation du projet relatif au FESF en échange de la convocation de législatives anticipées. Le 24 octobre, elle fait savoir au bureau de la SDKÚ-DS qu'elle n'a pas l'intention d'être candidate lors de ce scrutin, et ajoute quelques jours plus tard qu'elle compte renoncer à sa vice-présidence du parti lors du prochain congrès, prévu au plus tard en septembre 2012.
Elle est nommée, le 28 novembre suivant, ministre de la Défense par intérim, à la suite de la démission de Ľubomír Galko.

### Fin de carrière politique
Aux élections législatives du 10 mars 2012, la SMER-SD, parti social-démocrate de Robert Fico, remporte la majorité absolue des sièges avec plus de 44 % des voix, tandis que la SDKÚ-DS s'effondre avec à peine 5,8 % des suffrages, ouvrant ainsi la voie à un nouveau gouvernement de son prédécesseur. Remplacée par Fico le 4 avril, elle quitte la SDKÚ-DS, dont elle était la personnalité la plus populaire, le 3 mai suivant.
Elle n’était pas candidate à ce scrutin.